# Не могу не петь
«Не могу не петь» (англ. Can’t Help Singing) — американский цветной музыкальный вестерн 1944 года режиссёра Фрэнка Райана. Фильм номинировался на премию «Оскар» (1946) за лучшую музыку и оригинальную песню. Единственный цветной фильм с актрисой Диной Дурбин. Снятый в цвете на «Техниколор» с бюджетом в 2,6 млн долларов этот фильм был одним из самых дорогих на тот момент в истории кинокомпании «Universal Pictures».
Газета «Лос-Анджелес таймс» назвала фильм «восхитительным», но кинокритик Босли Кроутер из «Нью-Йорк таймс» назвал фильм — «безвкусным».

## Сюжет
О приключениях Кэролайн Фрост, своенравной и избалованной дочери американского сенатора. Отец не одобряет её кавалера, лейтенанта Роберта Лэтэма из кавалерии США, и устраивает так, чтобы его отправили на Дикий Запад охранять поставки золота с калифорнийских рудников.
Кэролайн отправляется за любимым: путешествует на поезде и пароходе и умудряется присоединиться к обозу, собирающемуся отправиться на Запад.
Её попутчиками оказываются Джонни — весёлый, но грубый карточный игрок, и парочка комически неумелых персонажей — князь Григорий Строгановский и его много о себе воображающий надутый слуга Коппа. Путешествие в такой компании не может обойтись без приключений и будет незабываемым.
В конце концов она добирается до места назначения, но оказывается, её кавалер уже женился. После некоторого замешательства Кэролайн обнаруживает, что за время поездки полюбила Джонни. Её отец, всё это время гнавшийся за ней, примиряется и решает, что она сама вправе выбирать любовь.

## В ролях
- Дина Дурбин — Кэролайн Фрост
- Роберт Пейдж — Джонни
- Аким Тамиров — князь Григорий Строгановский
- Кински Леонид — Коппа, слуга князя
- Джун Винсент — Дженни МакЛин
- Дэвид Брюс — лейтенант Роберт Лэтэм, жених Кэролайн
- Рэй Коллинз — сенатор Мартин Фрост, отец Кэролайн
- Клара Бландик — тётушка Сиси Фрост
- Томас Гомес — Джейк
- Олин Хоуленд — Бигелоу, главный обоза
- Нана Брайант — миссис Карстайрс
- Гертруда Астор — переселенка
- Майкл Ансара — кабальеро
- Ирвинг Бейкон — парикмахер
- Хейни Конклин — официант
- Честер Конклин — картёжник
- Барбара Пеппер — девушка в салуне
- Руби Дэндридж — Генриетта
- Вирджиния Сейл — жительница Вашингтона